# Горачево
Горачево је насеље у општини Ораховац, Косово и Метохија, Република Србија.

## Становништво
| Демографија | Демографија | Демографија |
| Година      | Становника  | Становника  |
| ----------- | ----------- | ----------- |
| 1948.       | 34          |             |
| 1953.       | 43          |             |
| 1961.       | 51          |             |
| 1971.       | 52          |             |
| 1981.       | 82          |             |
| 1991.       | 72          |             |